# 総需要
マクロ経済学において、総需要（英: Aggregate demand, AD）もしくは国内最終需要（英: Domestic final demand, DFD）はある与えられた時点におけるある経済における最終生産物に対する全体の需要である。これは一国の国内総生産（GDP）に対する需要であるとも言える。一国の総需要はしばしば有効需要とも呼ばれるが、有効需要と総需要という用語自体は区別して使用されることが多い。
総需要曲線は、物価水準を縦軸に、実質生産量（Real output、実質GDP）を横軸に取った図において、右下がりの曲線として表される。総需要曲線が右下がりの曲線なのはピグー効果、ケインズの利子率効果、マンデルフレミングモデルの3つの効果によるものである。実質残高効果は物価水準が上昇することで資産の実質価値が低下し、これによって消費支出が減少することで財・サービスに対する需要が減少するというものである。ケインズの利子率効果は、物価水準が上昇することで実質マネーサプライが減少し、マネーサプライの減少を補うため債券が債券市場で売られることで債券価格は下落、利子率が高くなることで、投資が減少し、財・サービスに対する需要が減少するというものである。
総需要曲線は生産量の数量に対する需要と一般物価水準の二つの要素の関係を表している。総需要は固定された水準の名目マネーサプライのもとに表される。総需要曲線をシフトさせる要因には様々なものが考えられる（参照：需要ショック）。マネーサプライの上昇や政府支出の上昇、独立投資の上昇、消費支出の上昇、減税政策が総需要曲線の右側シフトの原因として挙げられる。
AD-AS分析によれば、総需要が増加したとき、総需要曲線は右側にシフトし、総供給曲線との新たな均衡物価水準は以前より高いものとなる。

## 歴史的背景
ジョン・メイナード・ケインズは「雇用・利子および貨幣の一般理論」において、世界恐慌期のシステミックショック（Systemic shock）の結果としての民間部門の生産量の損失（ウォール街大暴落 (1929年)）は「政府によって救済されるべきである」と論じた。第一に、ケインズは抑制された有効需要、あるいは（大暴落によって抑制された）経済の総消費によって、（積極的な政府による介入がなければ）民間部門が長期的に低い水準での活動および非自発的失業を強いられる可能性を論じた。事業（Business）は資本を得る経路を失い、それによって労働者を解雇せざるを得なくなった。ケインズによれば、世界恐慌期のような負のスパイラルは外部からの介入によってのみ停止・修正可能なのである。第二に、所得の高い人々の限界消費性向は低い。所得の低い人々は収入を直接的に家、食糧、交通手段などの購入に充てる傾向がある一方で、高い所得の人々はそのような広範な消費を行わない。高い所得の人々は消費の代わりに貯蓄を行い、これによって貨幣の流通速度もしくは人から人への所得の還流が損なわれる。これが経済の成長率を損なう。このため、介入のための政府支出は、経済の成長率の回復・成長を早めるために十分に大きな規模の公共事業が求められるのである。

### 有効需要の原理
ケインズの提唱した有効需要の原理によれば、価格メカニズムの働かない短期において経済の総供給と国民所得を決定するのは、その経済の総需要（有効需要）の大きさである。
これとは逆に、総供給が総需要と国民所得を決定するのだという新古典派経済学の理論をセイの法則という。

## 総需要曲線の構成について
総需要曲線は経済の個々の部門の需要曲線の合計として表される。総需要は通常、以下のように4つの個々の部門の需要の合計として表される。
{\displaystyle AD=C+I+G+(X-M)}
ただし
- {\displaystyle C}は消費支出。ただし消費支出は{\displaystyle a_{c}+b_{c}(Y-T)}によって与えられ、{\displaystyle Y}は消費者所得、{\displaystyle T}は消費者によって払われた税。
- {\displaystyle I}は投資支出。
- {\displaystyle G}は政府支出。
- {\displaystyle NX=X-M}は純輸出。ただし、
  - {\displaystyle X}は総輸出。
  - {\displaystyle M}は総輸入。総輸入は{\displaystyle a_{m}+b_{m}(Y-T)}によって与えられる。

これらの4つの部門は、さらに名目と実質の2通りに書くことができる。
- 消費支出（{\displaystyle C}）は、家計による需要である。家計の消費の決定は消費関数によって表される。消費関数とは{\displaystyle C=a+MPC\times (Y-T)}というように表される。ただし、
  - {\displaystyle a}は基礎消費（英語版）（独立消費）で、{\displaystyle MPC}は限界消費性向、 {\displaystyle (Y-T)}は可処分所得。
- （グロス（英語版）の、あるいは総）民間国内投資（{\displaystyle I}）は、例えば企業による工場の建設などを指す。総民間国内投資（{\displaystyle I}）にはすべての民間部門の将来の消費を目的とした支出が含まれる。
  - ケインズ経済学では、すべての総民間国内投資が総需要とされるわけではない。在庫投資には需要の減少によるものが含まれているとされる（「意図されぬ在庫の増加」あるいは超過生産）。ケインズ経済学のモデルは、在庫投資、特に意図されぬ在庫の増加がある場合、一国の生産量と所得が減少することを予想している。（在庫の増加は財の超過供給に対応する。en:National Income and Product Accountsにおいては、在庫の増加は生産者による購入として扱われている。）よって、総民間国内投資のうち、ただ「意図された」投資（{\displaystyle I_{p}}）のみが総需要として扱われる。
  - 投資支出は生産量と利子率（{\displaystyle i}）に影響される。よって、投資支出を{\displaystyle I(Y,i)}と書くことができる。投資支出は生産量と正の関係を持っており、利子率とは負の関係を持っている。例えば、利子率の上昇は総需要減少の原因となる。 利子のコストは借入費用の一部であり、利子率が上がると、企業・家計の双方が支出を切り詰める。これは総需要曲線を左にシフトさせる。この総需要曲線の左シフトは均衡GDPと潜在GDPの双方を減少させる。企業の生産が減少すると、企業は労働者の解雇を始め、失業率が上昇する。この需要の減少が物価水準も引き下げ、経済は景気後退に突入する。
- 総政府投資、政府消費、政府支出は{\displaystyle G}で表される。
- （ネットの、あるいは純）輸出は{\displaystyle NX}で表される。純輸出は時に{\displaystyle X-M}とも表される。これは、他国からのその国の生産量に対するネットの需要を示す。

これらを合計して、ある与えられた時点のある国の総需要（{\displaystyle D}あるいは{\displaystyle AD}）は{\displaystyle C+I_{p}+G+(X-M)}で与えられる。

## 総需要曲線

### 45度線分析

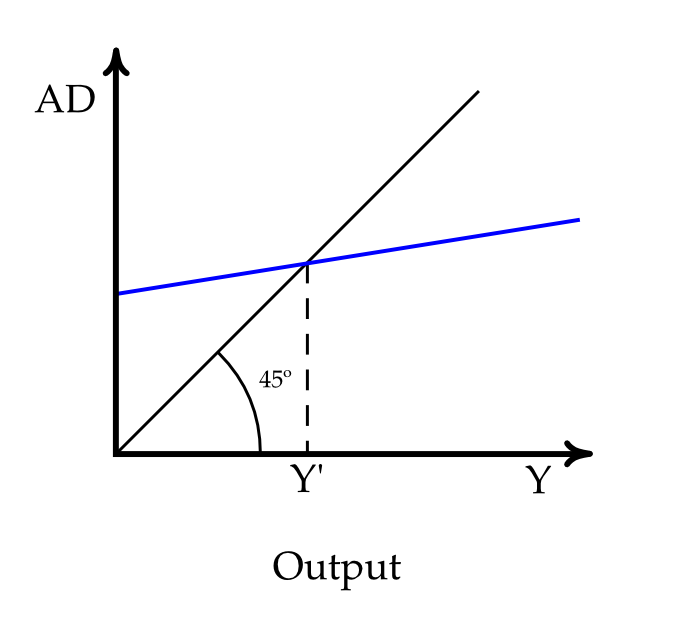
図 1：45度線分析。縦軸は総需要（AD）、横軸は生産量（output）。青い線が総需要曲線である。

45度線分析においては前述したような単純な総需要曲線が用いられる。なお、45度線分析では短期の財市場のみ考慮する。図 1の青い線が総需要曲線{\displaystyle AD}であり、次のように表される。
{\displaystyle AD=C+G+I+X-M}
ただし、
- {\displaystyle C}：消費
- {\displaystyle G}：政府支出
- {\displaystyle I}：投資
- {\displaystyle X}：輸出
- {\displaystyle M}：輸入

45度線分析においては総需要曲線と45度線の交わった点において均衡国民所得、もしくは均衡生産量{\displaystyle Y}が決定される。

### IS-LM分析

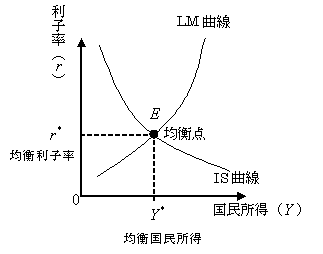
図 2：IS-LM分析。

IS-LM分析では、総需要曲線は登場しない。ただし、IS曲線は45度線分析の財市場分析との関わりがある。IS-LM分析によって均衡利子率と均衡国民所得（＝均衡生産量）が導き出されるが、この均衡国民所得はその経済の総需要である。後述のAD-AS分析はIS-LM分析から総需要曲線を得る。

### AD-AS分析

図 3：AD–AS分析。

AD-AS分析の「総需要曲線」はIS-LM分析から導き出される。AD-AS分析の「総需要曲線」はIS-LM分析の均衡点を写したものであり、財市場と貨幣市場が同時に均衡（IS-LM分析）したときの物価水準と国民所得（あるいは生産量、GDP）の組み合わせを示している。AD-AS分析では縦軸に物価水準（{\displaystyle P}）を取り、横軸に国民所得、もしくは生産量（{\displaystyle GDP}）を取った図において総需要（AD）と物価水準の関係を表したものが総需要曲線であり、ある経済が物価水準（{\displaystyle P_{1}}）のとき、{\displaystyle Y_{1}}がその経済の総需要である。AD-AS分析では短期と長期においてその振る舞いが異なり、短期均衡と長期均衡は区別される。長期においては価格や物価水準、名目賃金などが伸縮的であるという仮定が取られることが多い。長期均衡におけるGDPは潜在GDP（Potential GDP）と言われる。また、短期供給曲線は右上がりの曲線だが、長期供給曲線は垂直な直線となる。